# أزاتان
أزاتان(الأرمينية: Ազատան ؛ سابقاً، Karakilisa ،Karakhs، و Pokr Karakilisa) هي قرية كبيرة ومجتمع ريفي (بلدية) في مقاطعة شيراك في أرمينيا. أفادت الخدمة الإحصائية الوطنية لجمهورية أرمينيا (ARMSTAT) أن عدد سكانها بلغ 5,697 في عام 2010،ارتفاعًا من 4838 في تعداد عام 2011.
الاسم مشتق من الكلمة الأرمنية أزاتان (الأرمينية: Ազատան) - تعني "freedmen". كما كانت أزتان أيضًا منصباً إدارياً عسكرياً ساسانياً تم منحه لوحدة سواران.

## السكان
عدد السكان في السنة هو ما يلي:
| السنة      | 1831 | 1922 | 1959 | 1970 | 1979 | 1989 | 2001 | 2004 | 2011 |
| عدد السكان | 1450 | 2940 | 3039 | 4000 | 3956 | 5616 | 5117 | 5175 | 4838 |